# Макбул Фида Хусейн

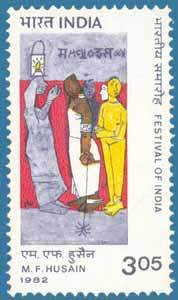
Between the Spider and the Lamp

Макбул Фида Хусейн (урду ایم ایف حسین‎: 17 сентября 1915 — 9 июня 2011) — индийский художник, известным своими смелыми, яркими повествовательными картинами в модифицированном стиле кубизма. Он был одним из самых знаменитых и всемирно признанных индийских художников 20 века. Он был одним из основателей Бомбейской группы прогрессивных художников . М. Ф. Хусейн связан с индийским модернизмом 1940-х гг. Ранняя Бомбейская группа прогрессивных художников использовала современную технику и была вдохновлена «новой» Индией после раздела 1947 года. Его повествовательные картины, выполненные в стиле модифицированного кубизма, могут быть как язвительными и забавными, так и серьёзными и мрачными. Его темы, иногда рассматриваемые последовательно, включают такие разнообразные темы, как Ганди, Мать Тереза, Рамаяна, Махабхарата, британское владычество, а также мотивы индийской городской и сельской жизни. В сентябре 2020 года его картина под названием «Голоса» была продана с аукциона за рекордные 2,5 миллиона долларов.
Более поздние работы Хусейна вызвали споры, в том числе обнаженные изображения индуистских божеств и обнаженное изображение Бхарата Маты. Правые организации призвали к его аресту, и против него было подано несколько исков за оскорбление религиозных чувств. Он оставался в добровольном изгнании с 2006 года до своей смерти в 2011 году. В 2010 году принял катарское гражданство.
В 1967 году получил Национальную кинопремию за лучший экспериментальный фильм «Глазами художника». В 2004 году снял фильм «Минакси: Рассказ о 3 городах», над которым он работал вместе со своим сыном-художником Овайсом Хусейном, который был показан в секции «Марше дю фильм» Каннского кинофестиваля 2004 года.

## Биография
Хусейн родился 17 сентября 1915 года в Пандхарпуре, провинция Бомбей (современная Махараштра) в семье Сулеймани Бохры. Он приобрёл вкус к искусству, изучая каллиграфию, когда жил в медресе в Бароде. Хусейн учился в Школе искусств сэра Джамсетджи Джиджебхоя в Мумбаи. В начале своей карьеры рисовал афиши для кинотеатров в Мумбаи . Чтобы получить дополнительный доход, работал в игрушечной компании, разрабатывая и производя игрушки. Он часто ездил в Гуджарат, чтобы рисовать пейзажи, когда мог позволить себе путешествовать.
Хусейн развил свои навыки рисования в 1930-х годах, раскрашивая рекламные щиты для растущей киноиндустрии Болливуда. Это была группа молодых художников, которые хотели порвать с националистическими традициями, установленными бенгальской художественной школой, и поддержать индийский авангард, выступавший на международном уровне. В 1934 году он продал свою первую картину за 10 рупий на обочине дороги. Отец Хусейна, который был бухгалтером, хотел, чтобы он занялся бизнесом.
Художник сослался на «раздел» Индии и Пакистана 14 августа 1947 года, вызвавший религиозные беспорядки и тяжёлые человеческие жертвы, как причину для создания Группы прогрессивных художников в Бомбее в декабре 1947 года. Художники рассматривали раздел как «поворотный момент» для Индии, и их новый стиль искусства был вызван и стал поворотным моментом для (современного) индийского искусства. Первая персональная художественная выставка Хусейна состоялась в 1952 году в Цюрихе. Его первая выставка в США была в Индийском доме в Нью-Йорке в 1964 году. Его биография, написанная Ахилешем «Макбул», является самой популярной книгой, опубликованной Раджкамалом Пракашаном в Нью-Дели .
Хусейн был специальным приглашённым вместе с Пабло Пикассо на биеннале в Сан-Паулу (Бразилия) в 1971 году. Он был номинирован в верхнюю палату Парламента Индии (Раджья Сабха) в 1986 году.

### 1990—2005 гг.
Хотя он вырос в мусульманской семье, Хусейн стремился к свободе, чтобы запечатлеть сущность красоты в других религиозных культурах, за что получил негативную реакцию. Его картины якобы задевают религиозные чувства индусов, которые начиная с 1990-х годов развернули кампанию протеста против него. Картины, о которых идет речь, были созданы в 1970 году, но не стали проблемой до 1996 года, когда они были напечатаны в Vichar Mimansa, ежемесячном журнале на хинди, который опубликовал их в статье под заголовком «М. Ф. Хусейн: художник или мясник». В ответ на него было возбуждено восемь уголовных дел. В 2004 году Высокий суд Дели отклонил эти жалобы на «разжигание вражды между различными группами… путем изображения индуистских богинь — Дурги и Сарсвати, что позже было скомпрометировано индуистскими фундаменталистскими группами». В 1998 году дом Хусейна подвергся нападению со стороны индуистских фундаменталистских групп, таких как Баджранг Дал, а его произведения искусства подверглись вандализму. Нападение поддержало руководство другой фундаменталистской политической партии Шив Сена. Двадцать шесть активистов Баджранг Дал были арестованы полицией. Протесты против Хусейна также привели к закрытию выставки в Англии.
Хусейн продюсировал и снял несколько фильмов, в том числе «Тайна женщины» (Gaja Gamini) (2000) (со своей музой Мадхури Дикшит, которая была героем серии его картин, которые он подписал Fida). Фильм был задуман как дань уважения Дикшит. В этом фильме она изображает различные формы и проявления женственности, включая музу Калидасы, Мону Лизу, мятежницу и музыкальную эйфорию. Он также появился в сцене фильма «Причуды любви» (Mohabbat, 1997), главную роль в котором сыграла Мадхури Дикшит. В фильме картины, которые якобы были написаны Мадхури, на самом деле принадлежали Хусейну. Он продолжил работу над «Минакси: Рассказ о 3 городах» (с индийской актрисой Табу). Фильм сняли с проката на следующий день после того, как некоторые мусульманские организации высказали возражения против одной из песен в нём. Всеиндийский совет улемов пожаловался, что песня каввали «Нур-ун-Ала-Нур» является кощунственной. Утверждалось, что песня содержала слова, взятые непосредственно из Корана . Совет был поддержан такими мусульманскими организациями, как Совет Милли, Всеиндийский мусульманский совет, Академия Раза, Джамиат-уль-Улема-и-Хинд и Джамат-и-Ислами. Сын Хусейна заявил, что эти слова были фразой, относящейся к божественной красоте, которую поёт главная героиня, которую играет Табу. Он сказал, что умысла оскорбить не было. После волны протестов разгневанный артист снял свой фильм с проката. Однако фильм был хорошо принят критиками и получил различные награды.

### 2006—2011 гг.
В феврале 2006 года Хусейну было предъявлено обвинение в «оскорблении чувств людей» из-за его обнаженных портретов индуистских богов и богинь. Кроме того, в национальном англоязычном еженедельнике India Today от 6 февраля 2006 г. была опубликована реклама под названием «Искусство для миссии Кашмир». Эта реклама содержит изображение Бхаратматы (Матери Индия) в виде обнажённой женщины, позирующей на карте Индии, с названиями индийских штатов на различных частях её тела. Выставка была организована Нафисой Али из Action India и художественной галереей Apparao. Некоторые организации настойчиво протестовали против того, чтобы Хусейн демонстрировал картину на веб-сайтах и даже на выставках в Северной Европе. В результате Хусейн извинился и пообещал снять картину с аукциона, которая позже была продана на аукционе за 80 лакхов. Позднее картина появилась на официальном сайте Хусейна. Хусейн утверждает, что потеря матери в возрасте полутора лет является возможной причиной его рисунка картин, изображающих материнский образ индийскую.
Хусейн стал самым высокооплачиваемым художником в Индии, его самая продаваемая работа была продана за 1,6 миллионов долларов на аукционе Christie’s в 2008 году.
Сотни судебных исков в связи с якобы непристойным искусством Хусейна по состоянию на 2007 год не были рассмотрены . Ордер на его арест был выдан после того, как он не явился на слушание, хотя позже действие ордера было приостановлено.
Хусейн жил в добровольном изгнании с 2006 года до своей смерти. Обычно он жил в Дохе, а лето проводил в Лондоне. Последние годы своей жизни Хусейн жил в Дохе и Лондоне, держась подальше от Индии, но выражая сильное желание вернуться, несмотря на опасения судебного преследования.
В 2008 году Хусейну было поручено создать 32 масштабные картины по истории Индии. Он закончил 8 до своей смерти. В 2010 году ему было предоставлено гражданство Катара, и он сдал свой индийский паспорт. В Катаре он в основном работал над двумя крупными проектами: по истории арабской цивилизации по заказу первой леди Катара Мозы бинт Насер Аль Миснед и по истории индийской цивилизации. Работы должны были быть размещены в музее в Дохе.
В возрасте 92 лет Хусейн получил престижную награду Раджа Рави Варма от правительства штата Керала. Объявление вызвало споры в Керале, и некоторые культурные организации выступили против присуждения награды и подали петицию в суды Кералы. Социальный активист Рахул Исвар обратился в Высокий суд Кералы, и он вынес временное распоряжение приостановить присуждение награды до тех пор, пока петиция не будет рассмотрена.
В 2010 году Иорданский Королевский центр исламских стратегических исследований назвал Хусейна одним из 500 самых влиятельных мусульман.

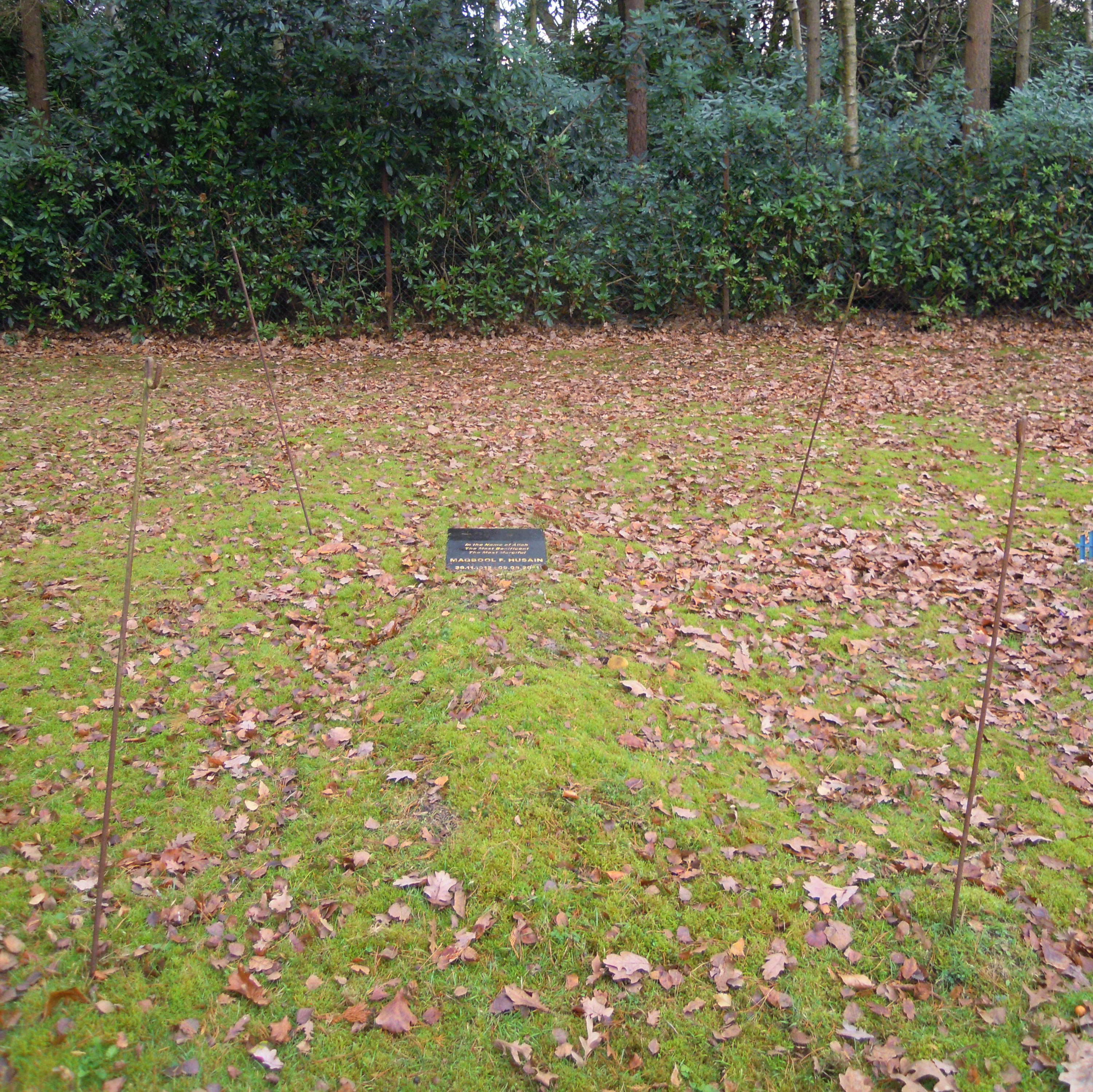
Могила М. Ф. Хусейна на кладбище Бруквуд в Суррее, Англия.

М. Ф. Хусейн умер в возрасте 95 лет 9 июня 2011 года в результате сердечного приступа. Несколько месяцев он был нездоров. Он умер в Королевской больнице Бромптон в Лондоне и был похоронен на кладбище Бруквуд июня 2011 года.
Другие индийские художники высказали критику в отношении Хусейна. Сатиш Гуджрал публично спросил Хусейна, посмеет ли он так же изображать исламских деятелей. Однако Гуджрал заявил, что он глубоко сожалеет о том, как с Хусейном обращались и что он был вынужден покинуть страну из-за того, что Гуджрал назвал «культурой мафии». Харш Гоенка, промышленник из Мумбаи, утверждает, что принуждение Хусейна к изгнанию «в каком-то смысле показывает слабость системы, что мы не можем защитить права граждан».
В своей статье для The Pioneer Чандан Митра писал: «Пока такой закон существует в законодательстве, никого нельзя обвинить в том, что он обратился в суд против нежелательных картин Хусейна, а судебную власть нельзя пригвоздить к позорному столбу за то, что она отдала приказ о возбуждении дела против художника за его упорство и умышленный отказ от явки в суд».
В ответ на разногласия поклонники Хусейна обратились к правительству с просьбой присудить Хусейну Бхарат Ратну, высшую награду Индии. По словам Шаши Тхарура, поддержавшего петицию, она хвалила Хусейна за то, что его «жизнь и работа начинают служить аллегорией меняющихся модальностей светского общества в современной Индии — и вызовов, которые повествование о нации ставит перед многими из нас. Это подходящее и решающее время, чтобы воздать ему должное за его самоотверженность и мужество в культурном возрождении его любимой страны» . У Хусейна был такой огромный объём работы, что к концу его жизни было создано около 40 000 картин.
Со своей стороны Хусейн заявил, что ведущие индуистские лидеры не сказали ни слова против его картин, и они должны были быть первыми, кто поднял свой голос, и только люди с политическими намерениями создавали полемику.
После смерти Хусейна лидер Шив сена Бал Теккерей сказал: «Он только ошибся в изображении индуистских богов и богинь. В остальном он был счастлив и доволен в своём поприще. Если его кончина — потеря для современного искусства, пусть будет так. Дай Аллах ему мира!»

## Награды и премии
- Падма Шри в 1966 году[56][57]
- Падма Бхушан в 1973 году[58]
- Падма Вибхушан в 1991 году[58]
- Премия Раджи Рави Вармы в 2007 году, правительство штата Керала
- Почётный доктор Банарасского индуистского университета, Джамия Миллия Исламия, Университета Каликуты (2003)[59] и Университета Майсура
- Национальная художественная премия 2004 года, Лалит Кала Академи, Нью-Дели
- Премия Адитьи Викрама Бирла «Калашиккар» в 1997 году за жизненные достижения
- Национальная кинопремия за лучший экспериментальный фильм «Глазами художника», Индия, 1968 год
- Награда за короткометражный фильм «Золотой медведь» за его фильм «Глазами художника» на Берлинском международном кинофестивале в 1967 году, приобретённый Музеем современного искусства (МОМА) в Нью-Йорке[60][61]
- Премия Международной биеннале в 1959 году, Токио[источник не указан 900 дней]
- Первая премия на Национальной выставке искусств в 1955 году, Лалит Кала Академи, Нью-Дели.
- Бомбейское художественное общество в 1947 году, Мумбаи[62]

## Наследие
Индийский кинорежиссёр Санти П. Чоудхури в 1980 году снял документальный фильм о его жизни под названием «Хусейн». Ранее в 1976 году Чоудхури снял ещё один документальный фильм о художнике «Художник нашего времени: Хуссейн». Оба фильма были произведены Отделом кинематографии правительства Индии, для которого сам Хусейн ранее снял фильм «Глазами художника».
17 сентября 2015 года поисковая система Google отметила М. Ф. Хусейна дудлом к столетию со дня его рождения. 
В марте 2025 года картина Хусейна «Грам Ятра» («Деревенское путешествие») была продана на аукционе за 13,8 млн долларов, что сделало её самым дорогим произведением индийского искусства. Четырёхметровая фреска с изображением сцены из жизни индийской деревни была написана в 1954 году и тогда же куплена за 295 долларов находившимся в Индии с миссией Всемирной организации здравоохранения хирургом, который увёз её в Норвегию, где она провисела на стене университетской больницы в Осло до 2013 года.